# کرایدلیتز
کرایدلیتز (به آلمانی: Creidlitz) یک منطقهٔ مسکونی در آلمان است که در کوبورگ واقع شده‌است. کرایدلیتز ۱٬۷۰۵ نفر جمعیت دارد.